# Temporada 2023 de IndyCar Series
La temporada 2023 de IndyCar Series fue la 28.ª temporada de dicha competición y la 112.ª temporada oficial de campeonatos de monoplazas de Estados Unidos.
Álex Palou logró su segundo título de IndyCar Series.

## Equipos y pilotos
| Equipo                                                          | Motor     | N.º | Pilotos             | Estado | Carreras                   |
| --------------------------------------------------------------- | --------- | --- | ------------------- | ------ | -------------------------- |
| Abel Motorsports                                                | Chevrolet | 50  | R. C. Enerson       | R      | 6                          |
| A. J. Foyt Enterprises                                          | Chevrolet | 14  | Santino Ferrucci    |        | Todas                      |
| A. J. Foyt Enterprises                                          | Chevrolet | 55  | Benjamin Pedersen   | R      | Todas                      |
| Andretti Autosport with Curb-Agajanian                          | Honda     | 26  | Colton Herta        |        | Todas                      |
| Andretti Autosport                                              | Honda     | 27  | Kyle Kirkwood       |        | Todas                      |
| Andretti Autosport                                              | Honda     | 28  | Romain Grosjean     |        | Todas                      |
| Andretti Steinbrenner Autosport                                 | Honda     | 29  | Devlin DeFrancesco  |        | Todas                      |
| Andretti Herta Autosport with Marco Andretti and Curb-Agajanian | Honda     | 98  | Marco Andretti      |        | 6                          |
| Arrow McLaren                                                   | Chevrolet | 5   | Patricio O'Ward     |        | Todas                      |
| Arrow McLaren                                                   | Chevrolet | 6   | Felix Rosenqvist    |        | Todas                      |
| Arrow McLaren                                                   | Chevrolet | 7   | Alexander Rossi     |        | Todas                      |
| Arrow McLaren                                                   | Chevrolet | 66  | Tony Kanaan         |        | 6                          |
| Chip Ganassi Racing                                             | Honda     | 8   | Marcus Ericsson     |        | Todas                      |
| Chip Ganassi Racing                                             | Honda     | 9   | Scott Dixon         |        | Todas                      |
| Chip Ganassi Racing                                             | Honda     | 10  | Álex Palou          |        | Todas                      |
| Chip Ganassi Racing                                             | Honda     | 11  | Marcus Armstrong    | R      | 1, 3-5, 7-10, 13-14, 16-17 |
| Chip Ganassi Racing                                             | Honda     | 11  | Takuma Satō         |        | 2, 6, 11-12, 15            |
| Dale Coyne Racing with HMD Motorsports                          | Honda     | 18  | David Malukas       |        | Todas                      |
| Dale Coyne Racing with Rick Ware Racing                         | Honda     | 51  | Sting Ray Robb      | R      | Todas                      |
| Dreyer & Reinbold Racing                                        | Chevrolet | 23  | Ryan Hunter-Reay    |        | 6                          |
| Dreyer & Reinbold Racing / Cusick Motorsports                   | Chevrolet | 24  | Stefan Wilson       | R      | 6                          |
| Dreyer & Reinbold Racing / Cusick Motorsports                   | Chevrolet | 24  | Graham Rahal        |        | 6                          |
| Ed Carpenter Racing                                             | Chevrolet | 20  | Conor Daly          |        | 1-7                        |
| Ed Carpenter Racing                                             | Chevrolet | 20  | Ryan Hunter-Reay    |        | 8-17                       |
| Ed Carpenter Racing                                             | Chevrolet | 21  | Rinus VeeKay        |        | Todas                      |
| Ed Carpenter Racing                                             | Chevrolet | 33  | Ed Carpenter        |        | 2, 6, 11-12, 15            |
| Juncos Hollinger Racing                                         | Chevrolet | 77  | Callum Ilott        |        | Todas                      |
| Juncos Hollinger Racing                                         | Chevrolet | 78  | Agustín Canapino    | R      | Todas                      |
| Meyer Shank Racing                                              | Honda     | 06  | Hélio Castroneves   |        | Todas                      |
| Meyer Shank Racing                                              | Honda     | 60  | Simon Pagenaud      |        | 1-9                        |
| Meyer Shank Racing                                              | Honda     | 60  | Conor Daly          |        | 9, 11-12                   |
| Meyer Shank Racing                                              | Honda     | 60  | Tom Blomqvist       | R      | 10, 16-17                  |
| Meyer Shank Racing                                              | Honda     | 60  | Linus Lundqvist     | R      | 13-15                      |
| Rahal Letterman Lanigan Racing                                  | Honda     | 15  | Graham Rahal        |        | Todas                      |
| Rahal Letterman Lanigan Racing                                  | Honda     | 30  | Jack Harvey         |        | 1-14                       |
| Rahal Letterman Lanigan Racing                                  | Honda     | 30  | Conor Daly          |        | 15                         |
| Rahal Letterman Lanigan Racing                                  | Honda     | 30  | Jüri Vips           | R      | 16-17                      |
| Rahal Letterman Lanigan Racing                                  | Honda     | 44  | Katherine Legge     |        | 6                          |
| Rahal Letterman Lanigan Racing                                  | Honda     | 45  | Christian Lundgaard |        | Todas                      |
| Team Penske                                                     | Chevrolet | 2   | Josef Newgarden     |        | Todas                      |
| Team Penske                                                     | Chevrolet | 3   | Scott McLaughlin    |        | Todas                      |
| Team Penske                                                     | Chevrolet | 12  | Will Power          |        | Todas                      |

| Icono | Leyenda                   |
| ----- | ------------------------- |
| R     | Elegible a Novato del año |

## Calendario
| Rd.     | Fecha            | Nombre oficial                                   | Circuito                                   | Ciudad                   |
| ------- | ---------------- | ------------------------------------------------ | ------------------------------------------ | ------------------------ |
| 1       | 5 de marzo       | Firestone Grand Prix of St. Petersburg           | S Circuito callejero de San Petersburgo    | San Petersburgo, Florida |
| 2       | 2 de abril       | XPEL 375                                         | O Texas Motor Speedway                     | Fort Worth, Texas        |
| 3       | 16 de abril      | Acura Grand Prix of Long Beach                   | S Circuito callejero de Long Beach         | Long Beach, California   |
| 4       | 30 de abril      | Honda Indy Grand Prix of Alabama                 | R Barber Motorsports Park                  | Birmingham, Alabama      |
| 5       | 13 de mayo       | GMR Grand Prix                                   | R Indianapolis Motor Speedway Road Course  | Speedway, Indiana        |
| 6       | 28 de mayo       | 107th Running of the Indianapolis 500            | O Indianapolis Motor Speedway              | Speedway, Indiana        |
| 7       | 4 de junio       | Chevrolet Detroit Grand Prix                     | S Circuito Urbano de Renaissance Center    | Detroit, Míchigan        |
| 8       | 18 de junio      | Sonsio Grand Prix at Road America                | R Road America                             | Elkhart Lake, Wisconsin  |
| 9       | 2 de julio       | Honda Indy 200 at Mid-Ohio                       | R Mid-Ohio Sports Car Course               | Lexington, Ohio          |
| 10      | 16 de julio      | Honda Indy Toronto                               | S Circuito callejero de Toronto            | Toronto, Ontario         |
| 11      | 22 de julio      | Hy-VeeDeals.com 250 presented by DoorDash        | O Iowa Speedway                            | Newton, Iowa             |
| 12      | 23 de julio      | Hy-Vee Salute to Farmers 300 presented by Google | O Iowa Speedway                            | Newton, Iowa             |
| 13      | 6 de agosto      | Big Machine Music City Grand Prix                | S Circuito callejero de Nashville          | Nashville, Tennessee     |
| 14      | 12 de agosto     | Gallagher Grand Prix                             | R Indianapolis Motor Speedway Road Course  | Speedway, Indiana        |
| 15      | 27 de agosto     | Bommarito Automotive Group 500                   | O World Wide Technology Raceway at Gateway | Madison, Illinois        |
| 16      | 3 de septiembre  | Grand Prix of Portland                           | R Portland International Raceway           | Portland, Oregón         |
| 17      | 10 de septiembre | Firestone Grand Prix of Monterey                 | R WeatherTech Raceway Laguna Seca          | Monterrey, California    |
| Fuente: |                  |                                                  |                                            |                          |

| Icono | Leyenda              |
| ----- | -------------------- |
| R     | Circuitos mixtos     |
| O     | Óvalos               |
| S     | Circuitos callejeros |

## Resultados
| Ronda | Circuito                   | Pole Position       | Vuelta rápida       | Más vueltas lideradas | Ganador             | Ganador                        | Ganador   | Resultados |
| Ronda | Circuito                   | Pole Position       | Vuelta rápida       | Más vueltas lideradas | Piloto              | Equipo                         | Motor     | Resultados |
| ----- | -------------------------- | ------------------- | ------------------- | --------------------- | ------------------- | ------------------------------ | --------- | ---------- |
| 1     | San Petersburgo            | Romain Grosjean     | Álex Palou          | Romain Grosjean       | Marcus Ericsson     | Chip Ganassi Racing            | Honda     | Resultados |
| 2     | Texas                      | Felix Rosenqvist    | Patricio O'Ward     | Josef Newgarden       | Josef Newgarden     | Team Penske                    | Chevrolet | Resultados |
| 3     | Long Beach                 | Kyle Kirkwood       | Álex Palou          | Kyle Kirkwood         | Kyle Kirkwood       | Andretti Autosport             | Honda     | Resultados |
| 4     | Birmingham                 | Romain Grosjean     | Will Power          | Romain Grosjean       | Scott McLaughlin    | Team Penske                    | Chevrolet | Resultados |
| 5     | IMS GMR GP                 | Christian Lundgaard | Álex Palou          | Álex Palou            | Álex Palou          | Chip Ganassi Racing            | Honda     | Resultados |
| 6     | 500 Millas de Indianápolis | Álex Palou          | David Malukas       | Patricio O'Ward       | Josef Newgarden     | Team Penske                    | Chevrolet | Resultados |
| 7     | Detroit                    | Álex Palou          | Kyle Kirkwood       | Álex Palou            | Álex Palou          | Chip Ganassi Racing            | Honda     | Resultados |
| 8     | Road America               | Colton Herta        | Will Power          | Colton Herta          | Álex Palou          | Chip Ganassi Racing            | Honda     | Resultados |
| 9     | Mid-Ohio                   | Colton Herta        | Felix Rosenqvist    | Álex Palou            | Álex Palou          | Chip Ganassi Racing            | Honda     | Resultados |
| 10    | Toronto                    | Christian Lundgaard | Christian Lundgaard | Christian Lundgaard   | Christian Lundgaard | Rahal Letterman Lanigan Racing | Honda     | Resultados |
| 11    | Iowa 1                     | Will Power          | Scott McLaughlin    | Josef Newgarden       | Josef Newgarden     | Team Penske                    | Chevrolet | Resultados |
| 12    | Iowa 2                     | Will Power          | Will Power          | Josef Newgarden       | Josef Newgarden     | Team Penske                    | Chevrolet | Resultados |
| 13    | Nashville                  | Scott McLaughlin    | Linus Lundqvist     | Kyle Kirkwood         | Kyle Kirkwood       | Andretti Autosport             | Honda     | Resultados |
| 14    | IMS Gallagher GP           | Graham Rahal        | Graham Rahal        | Graham Rahal          | Scott Dixon         | Chip Ganassi Racing            | Honda     | Resultados |
| 15    | Gateway                    | Scott McLaughlin    | Linus Lundqvist     | Scott Dixon           | Scott Dixon         | Chip Ganassi Racing            | Honda     | Resultados |
| 16    | Portland                   | Graham Rahal        | Josef Newgarden     | Álex Palou            | Álex Palou          | Chip Ganassi Racing            | Honda     | Resultados |
| 17    | Laguna Seca                | Felix Rosenqvist    | Álex Palou          | Álex Palou            | Scott Dixon         | Chip Ganassi Racing            | Honda     | Resultados |

## Clasificaciones

### Puntuaciones
- Si un piloto lidera al menos una vuelta se le otorga un punto. Quien más vueltas lidere, suma otros dos.
- La pole position otorga un punto.
- Desde esta temporada, las 500 Millas de Indianápolis ya no otorgan doble puntuación, como sucedía desde 2014.[44][45]

| Posición | Puntos | Posición | Puntos | Posición | Puntos | Posición | Puntos |
| -------- | ------ | -------- | ------ | -------- | ------ | -------- | ------ |
| 1.º      | 50     | 11.º     | 19     | 21.º     | 9      | 31.º     | 5      |
| 2.º      | 40     | 12.º     | 18     | 22.º     | 8      | 32.º     | 5      |
| 3.º      | 35     | 13.º     | 17     | 23.º     | 7      | 33.º     | 5      |
| 4.º      | 32     | 14.º     | 16     | 24.º     | 6      |          |        |
| 5.º      | 30     | 15.º     | 15     | 25.º     | 5      |          |        |
| 6.º      | 28     | 16.º     | 14     | 26.º     | 5      |          |        |
| 7.º      | 26     | 17.º     | 13     | 27.º     | 5      |          |        |
| 8.º      | 24     | 18.º     | 12     | 28.º     | 5      |          |        |
| 9.º      | 22     | 19.º     | 11     | 29.º     | 5      |          |        |
| 10.º     | 20     | 20.º     | 10     | 30.º     | 5      |          |        |

#### Clasificación Indy 500
| Posición | 1.º | 2.º | 3.º | 4.º | 5.º | 6.º | 7.º | 8.º | 9.º | 10.º | 11.º | 12.º |
| Puntos   | 12  | 11  | 10  | 9   | 8   | 7   | 6   | 5   | 4   | 3    | 2    | 1    |

- Los desempates se decidieron por números de victorias, seguido por cantidad de segundos puestos, terceros, etc.; luego por posición de llegada en la carrera anterior; luego por sorteo aleatorio.

### Campeonato de Pilotos
| Pos. | Piloto              | STP  | TXS | LBH | ALA | IGP1 | INDY  | DET | ROA | MDO | TOR | IOW | IOW | NSH | IGP2 | GAT | POR | LAG | Puntos |
| ---- | ------------------- | ---- | --- | --- | --- | ---- | ----- | --- | --- | --- | --- | --- | --- | --- | ---- | --- | --- | --- | ------ |
| 1    | Álex Palou          | 8    | 3L  | 5L  | 5   | 1L*  | 41L   | 1L* | 1L  | 1L* | 2   | 8L  | 3   | 3L  | 7    | 7   | 1L* | 3L* | 656    |
| 2    | Scott Dixon         | 3L   | 5L  | 27  | 7   | 6L   | 6     | 4   | 4   | 2L  | 4L  | 6   | 6L  | 5   | 1L   | 1L* | 3L  | 1L  | 578    |
| 3    | Scott McLaughlin    | 13L* | 6   | 10  | 1L  | 16   | 14    | 7   | 8   | 5   | 6L  | 2   | 5L  | 2L  | 8    | 5   | 9   | 2   | 488    |
| 4    | Patricio O'Ward     | 2L   | 2L  | 17  | 4   | 2L   | 245L* | 26L | 3   | 8   | 8   | 3   | 10  | 8   | 3    | 2L  | 4   | 9L  | 484    |
| 5    | Josef Newgarden     | 17   | 1L* | 9L  | 15L | 7    | 1L    | 10L | 2   | 12  | 5   | 1L* | 1L* | 4   | 25   | 25L | 5   | 21  | 479    |
| 6    | Marcus Ericsson     | 1L   | 8   | 3   | 10  | 8L   | 210L  | 9L  | 6   | 27  | 11L | 4   | 9L  | 7L  | 10   | 10  | 7   | 15  | 438    |
| 7    | Will Power          | 7    | 16  | 6   | 3L  | 12   | 2312L | 2L  | 13L | 3L  | 14  | 5L  | 2L  | 10L | 6    | 9L  | 25  | 4   | 425    |
| 8    | Christian Lundgaard | 9    | 19  | 14  | 6   | 4L   | 19    | 16  | 7   | 4   | 1L* | 20  | 13  | 9   | 4L   | 17  | 11  | 6   | 390    |
| 9    | Alexander Rossi     | 4    | 22  | 22  | 8   | 3L   | 57L   | 5L  | 10  | 10  | 16  | 10  | 15  | 19  | 5    | 4L  | 20  | 7   | 375    |
| 10   | Colton Herta        | 20   | 7L  | 4   | 14  | 9    | 9L    | 11  | 5L* | 11L | 3   | 19  | 7   | 21  | 13   | 6L  | 13  | 23L | 356    |
| 11   | Kyle Kirkwood       | 15   | 27  | 1L* | 12  | 14   | 28    | 6L  | 9   | 17  | 15  | 7   | 11  | 1L* | 9    | 15  | 10  | 25  | 352    |
| 12   | Felix Rosenqvist    | 19   | 26L | 7   | 9   | 5L   | 273L  | 3   | 20  | 25  | 10  | 13  | 4L  | 22  | 27   | 8   | 2L  | 19L | 324    |
| 13   | Romain Grosjean     | 18L  | 14L | 2   | 2L* | 11   | 30    | 24  | 25  | 13  | 22  | 11  | 12  | 6L  | 18   | 12  | 27  | 11L | 296    |
| 14   | Rinus VeeKay        | 21   | 11  | 26  | 16  | 13   | 102L  | 18  | 12  | 15  | 13  | 17  | 18  | 14  | 11   | 11  | 6   | 18  | 277    |
| 15   | Graham Rahal        | 6    | 24  | 12  | 17  | 10L  | 22    | 25  | 11  | 7L  | 9   | 28  | 20  | 15  | 2L*  | 20  | 12L | 27  | 276    |
| 16   | Callum Ilott        | 5    | 9   | 19  | 13  | 18   | 12L   | 27  | 18  | 16  | 18  | 15  | 14  | 12  | 17   | 27  | 15  | 5   | 266    |
| 17   | David Malukas       | 10L  | 4   | 20  | 19  | 26   | 29    | 23  | 27  | 6   | 20  | 12  | 8   | 27  | 16   | 3   | 8L  | 20  | 265    |
| 18   | Hélio Castroneves   | 23   | 10  | 21  | 21  | 22   | 15L   | 19  | 15  | 21  | 21  | 14  | 16  | 11  | 15   | 23  | 14  | 13  | 217    |
| 19   | Santino Ferrucci    | 24   | 21  | 11  | 20  | 23   | 34L   | 21  | 16  | 24  | 17  | 26  | 22  | 18  | 23   | 13  | 16  | 17  | 214    |
| 20   | Marcus Armstrong RY | 11   |     | 8   | 11  | 15   |       | 8   | 24L | 9   | 7   |     |     | 13  | 24   |     | 19  | 8   | 214    |
| 21   | Agustín Canapino R  | 12   | 12  | 25L | 26  | 21   | 26    | 14  | 19  | 23  | 12  | 16  | 26  | 20  | 21   | 22  | 26  | 14  | 180    |
| 22   | Devlin DeFrancesco  | 25   | 23  | 16  | 23  | 17   | 13    | 12  | 23  | 14  | 23  | 22  | 21  | 26  | 19L  | 19  | 17  | 22  | 177    |
| 23   | Sting Ray Robb R    | 16   | 25L | 18  | 27  | 27   | 31    | 22  | 22  | 22  | 19  | 25  | 28  | 17  | 22   | 21  | 23  | 12  | 147    |
| 24   | Jack Harvey         | 22   | 18  | 13  | 24  | 20   | 18    | 17  | 26  | 18  | 24  | 18  | 19  | 24  | 14   |     |     |     | 146    |
| 25   | Conor Daly          | 14   | 20  | 23  | 25  | 19   | 8     | 15  |     | 20  |     | 21  | 17  |     |      | 16  |     |     | 134    |
| 26   | Ryan Hunter-Reay    |      |     |     |     |      | 11L   |     | 17  | 19  | 26  | 23  | 24  | 16  | 20   | 14  | 21  | 10  | 131    |
| 27   | Benjamin Pedersen R | 27   | 15  | 24  | 22  | 24   | 2111  | 20  | 21  | 26  | 27  | 27  | 27  | 23  | 26   | 28  | 22  | 16  | 129    |
| 28   | Simon Pagenaud      | 26   | 17  | 15  | 18  | 25   | 25    | 13  | 14  | Wth |     |     |     |     |      |     |     |     | 88     |
| 29   | Takuma Satō         |      | 28  |     |     |      | 78L   |     |     |     |     | 9L  | 25  |     |      | 26  |     |     | 70     |
| 30   | Ed Carpenter        |      | 13  |     |     |      | 20    |     |     |     |     | 24  | 23  |     |      | 24  |     |     | 46     |
| 31   | Linus Lundqvist R   |      |     |     |     |      |       |     |     |     |     |     |     | 25  | 12   | 18  |     |     | 35     |
| 32   | Tony Kanaan         |      |     |     |     |      | 169   |     |     |     |     |     |     |     |      |     |     |     | 18     |
| 33   | Jüri Vips R         |      |     |     |     |      |       |     |     |     |     |     |     |     |      |     | 18  | 24  | 18     |
| 34   | Tom Blomqvist R     |      |     |     |     |      |       |     |     |     | 25  |     |     |     |      |     | 24  | 26  | 16     |
| 35   | Marco Andretti      |      |     |     |     |      | 17    |     |     |     |     |     |     |     |      |     |     |     | 13     |
| 36   | R. C. Enerson R     |      |     |     |     |      | 32    |     |     |     |     |     |     |     |      |     |     |     | 5      |
| 37   | Katherine Legge     |      |     |     |     |      | 33    |     |     |     |     |     |     |     |      |     |     |     | 5      |
| NC   | Stefan Wilson R     |      |     |     |     |      | Wth   |     |     |     |     |     |     |     |      |     |     |     | 0      |
| Pos. | Piloto              | STP  | TXS | LBH | ALA | IGP1 | INDY  | DET | ROA | MDO | TOR | IOW | IOW | NSH | IGP2 | GAT | POR | LAG | Puntos |

| Color   | Resultado                    |
| ------- | ---------------------------- |
| Oro     | Ganador                      |
| Plata   | 2.º lugar                    |
| Bronce  | 3.er lugar                   |
| Verde   | 4.º y 5.º lugar (top 5)      |
| Celeste | 6.º a 10.º lugar (top 10)    |
| Azul    | Finalizó (afuera del top 10) |
| Violeta | No terminó                   |
| Rojo    | DNQ - No se clasificó        |
| Marrón  | Wth - Retirado               |
| Negro   | DSQ - Descalificado          |
| Blanco  | DNS - No empezó              |
| Blanco  | C - Carrera cancelada        |

| Estado  | Resultado                                |
| ------- | ---------------------------------------- |
| Negrita | Pole position                            |
| Cursiva | Vuelta rápida                            |
| L       | Lideró al menos una vuelta de la carrera |
| *       | Quien lideró más vueltas en la carrera   |
| RY      | Novato del Año                           |
| R       | Novato                                   |

### Campeonato de Fabricantes
| Pos. | Fabricante | Puntos |
| ---- | ---------- | ------ |
| 1    | Chevrolet  | 1437   |
| 2    | Honda      | 1425   |